# 町東
町東（まちひがし）は、福島県郡山市に所在する町丁である。郵便番号は963-8046。

## 地理
郡山市中北部の行政区である富田町に属する。北で富田町、東で不動前、新屋敷、南で富田町、西で富田西とそれぞれ隣接する。富田第一土地区画整理事業実施地区のうち、国道4号あさか野バイパス以西の区域を範囲とし、一級水系阿武隈川水系逢瀬川左岸に位置する。地区を南北に縦断する市道町東三丁目1号線と東西に横断する一級市道14号並木片平線および市道新屋敷一丁目町東一丁目1号線を境界とし北東側に一丁目、南側に二丁目、北西側に三丁目が設置されている。全域にわたり住宅地が広がり、幹線道路に沿いホテルやスポーツ施設が立地する。町東に所在する郡山北警察署富田交番、および堂前町に所在する郡山消防署本署がそれぞれ管轄にあたる。

### 河川
一級水系阿武隈川水系
- 逢瀬川

## 世帯数と人口
2024年1月1日現在の世帯数と人口は以下の通りである。
| 町丁 | 世帯数  | 人口    |
| ---- | ------- | ------- |
| 町東 | 981世帯 | 2,263人 |

## 小・中学校の学区
市立小・中学校に通う場合、学区は以下の通りとなる。
| 番地 | 小学校             | 中学校             |
| ---- | ------------------ | ------------------ |
| 全域 | 郡山市立富田小学校 | 郡山市立富田中学校 |

## 交通

### 道路
- 国道4号あさか野バイパス
- 国道49号（地区南西端をかすめる）
- 一級市道14号並木片平線
- 一級市道36号伊賀河原西柳作線（郡山インター線）

## 施設等
- 郡山北警察署 富田交番
- 郡山市 富田行政センター
  - 富田公民館
- 郡山市立富田小学校
- 郡山庭球場
- ほっともっと 郡山富田店
- ホテルルートイン 郡山インター